# Guan yin shan
Guan yin shan (觀音山), estrenada internacionalment com Buddha Mountain és una pel·lícula dramàtica de 2010 dirigida per Li Yu i protagonitzada per Sylvia Chang, Fan Bingbing i Chen Bolin. Va ser produït per Laurel Films, una petita productora independent propietat de Fang Li i amb seu a Pequín. Laurel Films també va produir la pel·lícula anterior de Li Yu Lost in Beijing.
Aquesta pel·lícula narra la vida de tres joves que no tenen intenció de passar exàmens i d'entrar a les universitats i d'una cantant d'òpera xinesa jubilada que plora la mort del seu fill. La pel·lícula explora temes de la confusió, l'angoixa i la rebel·lió dels adolescents i la lleugeresa de la vida.

## Trama
Quan canta a l'escenari d'un pub, Nan Feng (Fan Bingbing) colpeja un home a l'entrecuix mentre fa girar un altaveu, creant tensió entre ella i el propietari del pub. Després d'això, Nan Feng, els seus amics Ding Bo (Chen Bolin) i Fatso mengen i beuen al costat de la carretera. L'endemà, Fatso és assetjada per un grup d'adolescents, i Nan Feng s'enfronta a ells, trencant-li una ampolla al cap i obligant a una altra noia a fer-li un petó.
Nan Feng, Ding Bo i Fatso decideixen viure amb una dona anomenada professora Chang, que recentment ha perdut el seu fill. L'home que va ser ferit per Nan Feng demana una indemnització. Per pagar-ho, prenen diners de la senyoreta Chang i els substitueixen per paper moneda que està destinat a ser cremat pels seus avantpassats. Nan Feng, Ding Bo i Fatso reparen el cotxe en què va morir el fill de la professora Chang mentre anaven a dinar d'aniversari amb la seva xicota. En un viatge en aquest cotxe, s'aturen en un edifici destruït. Una seqüència de flashback revela que aquest edifici va ser destruït pel terratrèmol de Sichuan de 2008. Es fan una foto amb l'ajuda d'un monjo, dempeus a les ruïnes d'aquest temple de Buda.
Nan Feng veu Ding Bo besant una altra noia en una discoteca i es posa gelosa. Torna a la professora Chang a la cerca de consol. Nan Feng, Ding Bo, Fatso i la professora Chang van al temple de Buda destruït on ajuden a reparar i pengen una campana. Durant la nit, comparteixen una conversa on el monjo revela que el cos del seu mestre és l'autèntic temple. La professora Chang diu que ha fet tot el que havia de fer.
L'endemà al matí, Nan Feng i els seus amics busquen la professora Chang, trobant-la al cim del penya-segat oposat. Nan Feng mira cap avall per veure un tren que passa i, quan aixeca el cap, descobreix que Chang ha desaparegut. Finalment, creuen que la professora Chang ha saltat del penya-segat i ha mort.

## Premis
| Any  | Certamen                                       | Premi                                | Resultat  |
| ---- | ---------------------------------------------- | ------------------------------------ | --------- |
| 2010 | 23è Festival Internacional de Cinema de Tòquio | Millor actriu – Fan Bingbing         | Guanyador |
| 2010 | 23è Festival Internacional de Cinema de Tòquio | Millor contribució artística – Li Yu | Guanyador |
| 2011 | Casa Asia Film Week                            | Millor pel·lícula                    | Guanyador |
| 2011 | 18th Beijing College Student Film Festival     | Millor actriu – Fan Bingbing         | Guanyador |

## Versions alternatives
L'estrena d'aquesta pel·lícula a la Xina va consistir en una versió diferent de la que es va veure al Festival Internacional de Cinema de Tòquio. El contingut suprimit inclou les demolicions forçades i les escenes inicials (el paper de Sylvia Chang originalment era al començament de la pel·lícula. Va aparèixer durant una escena a la Troupe de l'Òpera de Pequín, però la seva posició a la companyia és substituït per un altre actor, així que es va frustrar quan els tres joves la van conèixer per primera vegada. Aquest clip s'elimina perquè el paper de canvi de professor podria ser més complet). El director Li Yu va afirmar que l'eliminació no era una petició de l'Administració estatal de ràdio, cinema i televisió, sinó simplement per millorar el ritme de la pel·lícula sencera i la narrativa general més suau.

## Recepció
La pel·lícula va rebre crítiques generalment positives de la crítica. La pel·lícula va ser un èxit financer, amb uns ingressos interns de més de 70 milions de RMB. The Hollywood Reporter va criticar que aquesta pel·lícula podria haver estat fàcilment un ploramiques memorístic i melodramàtic, però alguns s'han salvat d'aquest destí amb un guió astut, interpretacions sòlides i una escassetat gairebé absoluta de dispositius esperats i, tot i que hi ha salts en el creixement dels personatges, és difícil trobar errors greus quan la pel·lícula té una veracitat tan intensa. El crític de Variety ' va escriureque els actors més joves també impressionen, especialment Fan, que fa que Nan Feng sigui infantil i temible. El Ding Bo de Chen és menys detallat, però les escenes amb el pare del personatge (productor/coguionista Fang Li) donen l'oportunitat a aquest d'explorar més profunditats emocionals.